# Ani Lorak
Ani Lorak (pravim imenom; ukr. Кароліна Мирославівна Куєк - Karolіna Myroslavіvna Kujek);  (Ukrajina, Kicmanj, 27. rujna 1978.); je poznata ukrajinska pjevačica, ujedno predstavnica Ukrajine na Euroviziji 2008. u Beogradu, Srbija.

## Eurovizija 2008.
Godine 2008. je izabrana za predstavnicu Ukrajine na Euroviziji. Svoju pjesmu, "Shady Lady", prvi put je otpjevala u polufinalu 22. svibnja i prošla je u finale.
Međutim, nije izabrana na klasičnom izboru. Odlučeno je da će Ani predstavljati Ukrajinu, a birano je koju će od pet ponuđenih pjesama pjevati. Dana 23. veljače pjevala je pet mogućih pjesama, a publika i žiri su izabrali pjesmu "Shady Lady", koju je napisao poznati ruski kompozitor Filip Kirkorov.
Snimila je rusku verziju pjesme "Shady Lady", koja se zove "S neba v nebo". Posjetila je razne europske zemlje radi predstavljanja, kao što su Malta, Rusija, Bugarska, Španjolska i Njemačka. 

## Diskografija
- 1996.: Hoču letat'
- 1998.: Я vernus'
- 1999.: Angel Mrіj Moih
- 2001.: Tam, de ti e
- 2003.: REMIX: Mrij pro mene
- 2004.: Ani Lorak
- 2005.: Smile
- 2006.: Rozkaži
- 2007.: 15
- 2008.: Shady Lady
- 2009.: Solnce
- 2013.: Zažigai serdce
- 2016.: Razve ti ljubil

## Vanjske poveznice
- Službene stranice Ani Lorak
- Glazbene stranice o Ani Lorak